# والتر برسان
والتر برسان (انگلیسی: Walter Bressan؛ زادهٔ ۲۶ ژانویهٔ ۱۹۸۱) بازیکن فوتبال اهل ایتالیا است.
از باشگاه‌هایی که در آن بازی کرده‌است می‌توان به باشگاه فوتبال اسپتزیا، باشگاه فوتبال کیه‌وو ورونا، باشگاه فوتبال آتالانتا، باشگاه فوتبال ساسولو، باشگاه فوتبال چزنا، باشگاه فوتبال اتلتیکو آرتزو، و باشگاه فوتبال وارزه اشاره کرد.
وی همچنین در تیم ملی فوتبال زیر ۱۸ سال ایتالیا بازی کرده‌است.